# Sayed Qassem Rishtya
 (février 2008).
Si vous disposez d'ouvrages ou d'articles de référence ou si vous connaissez des sites web de qualité traitant du thème abordé ici, merci de compléter l'article en donnant les références utiles à sa vérifiabilité et en les liant à la section « Notes et références ».
Sayed Qassem Reshtia (également connu sous le nom de Sayed Qassem Rechtya ; 1913 à Kaboul en Afghanistan - mars 1998 à Genève en Suisse) est un écrivain, un historien, un politicien et un diplomate afghan.

## Biographie
ISayed Qassem Rishtya étudia au Lycée Istiqlal et à l'Institut financier de Kaboul. En 1930, Sayed Qassem Rishtya a démarré une carrière dans le journalisme et la gestion des médias. Au cours de la décennie suivante, il fut successivement éditeur de la Revue de Kaboul et de l'Almanach de Kaboul; directeur de radio Afghanistan; directeur-général de l'Agence afghane de nouvelles Bakhtar.
De 1950 au début des années 1960, il fut Ministre des Finances (1964-1965) et Ministre de l'Information et de la Culture sous trois gouvernements différents. En qualité de diplomate, il fut ambassadeur en Tchécoslovaquie (1960-1962) en Égypte (1962-1963). Il fut aussi Délégué à la Conférence Afro-Asiatique (Bandoeng 1955) ainsi qu'aux conférences des pays non alignés (Belgrade, 1961 et Le Caire, 1965). Lors de la chute de la monarchie afghane (1973), il était ambassadeur au Japon.
En parallèle, il fut impliqué de près dans les préparatifs de la constitution de 1964, étant l'un des sept membres du comité de rédaction. L'un des artisans, de l'innovante constitution afghane, avait postulé une monarchie constitutionnelle conçue sur la séparation des pouvoirs au sein des limites de la démocratie parlementaire.
Peu après son retour du Japon, Sayed Qassem Rishtya se retira de la vie publique. Il se consacra dès lors à une recherche historique, ainsi qu'à la rédaction de ses mémoires, entre autres publications. Afghanistan in the XIXth century, livre qui remporta un prix national, est considéré comme son principal ouvrage historique.
Sayed Qassem Rishtya quitta l'Afghanistan en 1979 à la suite de l'invasion soviétique du pays. Il mourut en 1998, à l'âge de 85 ans.